# Louisville (Mississippi)
Louisville is een plaats (city) in de Amerikaanse staat Mississippi, en valt bestuurlijk gezien onder Winston County.

## Demografie
Bij de volkstelling in 2000 werd het aantal inwoners vastgesteld op 7006.
In 2006 is het aantal inwoners door het United States Census Bureau geschat op 6708, een daling van 298 (-4.3%).

## Geografie
Volgens het United States Census Bureau beslaat de plaats een oppervlakte van
39,7 km², waarvan 39,1 km² land en 0,6 km² water.

## Plaatsen in de nabije omgeving
De onderstaande figuur toont nabijgelegen plaatsen in een straal van 28 km rond Louisville.